# Kristallfamilie
Die Kristallfamilie ist ein Klassifizierungsschema für Kristalle aufgrund ihrer Raumgruppe bzw. Punktgruppe. Alle Punktgruppen, die mit derselben konventionellen Zelle beschrieben werden können, bilden eine Kristallfamilie; etwaige Zentrierungen werden dabei nicht berücksichtigt. Es gibt sechs Kristallfamilien.

## Zusammenhang zwischen Kristallfamilie, Kristallsystem und Gitter-System
Die sechs Kristallfamilien entsprechen den Kristallsystemen mit dem Unterschied, dass das trigonale und das hexagonale Kristallsystem zusammen die hexagonale Kristallfamilie bilden.
Die Ursache dafür liegt in der Tatsache, dass das rhomboedrische Gitter-System keine konventionelle Zelle besitzt, da hier die 3-zählige Achse in Richtung der Raumdiagonalen und nicht in Richtung einer Gitterachse verläuft.
| Kristallfamilie | Kristallsystem | Bravaisgitter (Pearson-Symbol) | Gitter-System |
| --------------- | -------------- | ------------------------------ | ------------- |
| Triklin         | Triklin        | aP                             | a             |
| Monoklin        | Monoklin       | mP, mS                         | m             |
| Orthorhombisch  | Orthorhombisch | oP, oS, oF, oI                 | o             |
| Hexagonal       | Trigonal       | hR                             | r             |
| Hexagonal       | Trigonal       | hP                             | h             |
| Hexagonal       | Hexagonal      | hP                             | h             |
| Tetragonal      | Tetragonal     | tP, tI                         | t             |
| Kubisch         | Kubisch        | cP, cF, cI                     | c             |

S bedeutet seitenzentriert und fasst die Zentrierungen A, B und C zusammen.
a steht für englisch anorthic (= triklin, aP und a), um triklin von tetragonal (tP und t) zu unterscheiden.
Das Bravaisgitter hP im trigonalen Kristallsystem ist identisch mit dem hexagonalen, ebenso das Gitter-System h.